# Jane Cederqvist
Jane Barbro Iréne Cederqvist (ur. 1 lipca 1945 w Sztokholmie, zm. 15 stycznia 2023 tamże) – szwedzka pływaczka specjalizująca się w stylu dowolnym. W 1960, w wieku 15 lat pobiła dwa rekordy świata, zdobyła srebrny medal na igrzyskach olimpijskich i została najmłodszą osobą oraz pierwszą kobietą, która zdobyła Svenska Dagbladet Gold Medal. Rok później wycofała się z zawodowego pływania. Jednym z powodów była chęć nadrobienia szkolnych zaległości. Ponadto zaczęła mieć problemy z czytaniem. Nauczyła się pływać w wieku 6 lat.

## Po zakończeniu kariery
W 1970 uzyskała tytuł licencjata, a w 1980 doktorat z historii za pracę zatytułowaną Arbetare i strejk: studier rörande arbetarnas politiska mobilisering under industrialismens genombrott: Stockholm 1850–1909. W 1998 została dyrektorem Historiska museet, a w latach 1999–2002 była dyrektorem generalnym Fortifikationsverket.

## Życie prywatne
Cederqvist miała męża Hansa Mattsona, byłego radnego. Mają syna Davida (ur. 1977). Mieszkała w Sztokholmie.